# マシュー・ライアン
マシュー・デヴィッド・ライアン（Mathew David Ryan, 1992年4月8日 - ）は、オーストラリア・ニューサウスウェールズ州プランプトン出身のサッカー選手。リーグ・アン・RCランス所属。オーストラリア代表。ポジションはゴールキーパー (GK)。

## 経歴

### クラブ
地元のプランプトン/オークハーストSCでキャリアを始め、ニューサウスウェールズ州リーグ・ブラックタウン・シティFCの下部組織に入団。そこからアダム・クワスニク、ムスタファ・アミニ、ニコラス・フィッツジェラルド、バーニー・イビニ＝イセイらと共にセントラルコースト・マリナーズFCと共に移籍。2009-10シーズンを下部組織で過ごし、トップチームに数回招集された後に3年契約が提示された。
当初は控えとして契約を結び、経験豊富な正GKジェス・ヴァンストラッタンの下で学んでいたが、ヴァンストラッタンが負傷によりシーズンを終了したことで急遽ゴールマウスを守ることになった。プレシーズンマッチのセントラルコーストFC戦で初出場し、2010-11シーズン第4節の1-1で引き分けたシドニーFC戦でAリーグデビューを果たした。この試合は、ヴァンストラッタンの代役として加入してきた34歳のベテランGKポール・ヘンダーソンをベンチに押しやり出場したが、センタリングからのボールをファンブルしてしまい、こぼれ球を押し込まれて先制ゴールを許してしまった。しかし、その後は安定したパフォーマンスを示した。
デビューシーズンながらクリーンシートを12試合で達成 と素晴らしい記録を残したことから、マーク・シュワルツァーの後継者と見られるようになり、チームのグラハム・アーノルド監督も称賛を送った。その集大成として、2010年2月に最優秀若手選手賞を受賞た。2011-12シーズンも最優秀若手選手賞に選ばれた。
2012年7月、イングランドのトッテナム・ホットスパーFC、ウェスト・ブロムウィッチ・アルビオンFC、ウィガン・アスレティックFCのトライアルに参加することが報告された。ウィガンのトライアルは怪我により参加は見送った。
2013年5月31日、ベルギー1部のクラブ・ブルッヘに移籍した。海外挑戦1年目で、ベルギーの最優秀GKに選出された。
2017年7月、ブライトンと4年契約を締結。加入後正GKに定着。2020-21シーズン途中にロベルト・サンチェスの台頭でポジションを奪われ、2021年1月22日、アーセナルFCにシーズン終了までローン移籍することが発表された。背番号は33番。同年2月6日、前節に正守護神のベルント・レノが退場し出場停止のため、プレミアリーグのアストン・ヴィラFC戦で先発出場しアーセナルデビュー。シーズン終了後は、代表監督であったアンジェ・ポステコグルーが率いるセルティックFCへの加入が噂された。
2021年7月12日、レアル・ソシエダと1シーズン延長オプション付きの2023年までの契約を結んだ。しかし、スペイン人GKアレックス・レミロの控えに甘んじ、公式戦出場は9試合に留まった。
2022年8月9日、FCコペンハーゲンへ完全移籍。
2023年1月9日、エールディヴィジ・AZアルクマールへ完全移籍することが発表された。
2024年7月17日、ASローマへ加入することが発表された。
2025年1月の移籍市場で、RCランスに完全移籍した。1月26日、アンジェ戦で先発出場し、クリーンシートを達成した。

### 代表
ロンドンオリンピック・アジア予選のイラク戦でU-23代表デビュー。
2012年2月21日、2014 FIFAワールドカップ・アジア3次予選のサウジアラビア戦で初招集 されるも出番はなかったが、12月5日の東アジアカップ2013予選2次ラウンド北朝鮮戦でオーストラリア代表デビューをした。
2013年11月6日に守護神マーク・シュワルツァーが代表引退をしてからの後継者である。

## 代表歴

### 出場大会
- オーストラリア代表
  - 2014年 - 2014 FIFAワールドカップ (グループリーグ敗退)
  - 2015年 - AFCアジアカップ2015 (優勝)
  - 2017年 - FIFAコンフェデレーションズカップ2017 (グループリーグ敗退)
  - 2018年 - 2018 FIFAワールドカップ (グループリーグ敗退)
  - 2022年 - 2022 FIFAワールドカップ (ベスト16)

### 試合数
- 国際Aマッチ 100試合 0得点（2012年 - ）[20]

| オーストラリア代表 | 国際Aマッチ | 国際Aマッチ |
| 年                 | 出場        | 得点        |
| ------------------ | ----------- | ----------- |
| 2012               | 2           | 0           |
| 2013               | 2           | 0           |
| 2014               | 9           | 0           |
| 2015               | 8           | 0           |
| 2016               | 9           | 0           |
| 2017               | 11          | 0           |
| 2018               | 8           | 0           |
| 2019               | 9           | 0           |
| 2020               | 0           | 0           |
| 2021               | 8           | 0           |
| 2022               | 12          | 0           |
| 2023               | 7           | 0           |
| 2024               | 10          | 0           |
| 2025               | 5           | 0           |
| 通算               | 100         | 0           |

## タイトル

### クラブ
セントラルコースト・マリナーズFC
- Aリーグ：2012-13

クラブ・ブルッヘ
- ベルギー・カップ：2014-15

### 代表
オーストラリア代表
- AFCアジアカップ：2015

### 個人
- AFCアジアカップ最優秀GK賞：2015
- Aリーグ最優秀若手選手賞：2010-11, 2011-12
- Aリーグ最優秀GK賞：2011-12
- ジョー・マーストン・メダル（英語版） (Aリーググランドファイナル最優秀選手賞)：2011